# Erhu

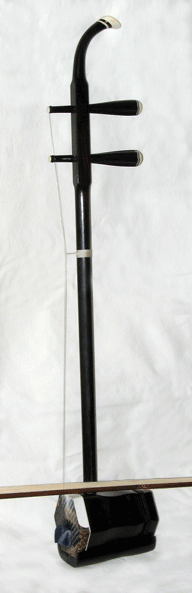
Erhu

Erhu (chineză: 二胡; pinyin: èrhú), de asemenea, numit nanhu (南胡, "vioara de sud"), și, uneori, cunoscute în Occident ca vioara "chineză" sau "vioara chineză cu două coarde" este un instrument muzical cu două coarde, utilizat ca un instrument solo, precum și în ansambluri mici și orchestre mari. Acesta este instrumentul cel mai popular din familia de instrumente cu coarde huqin (胡琴), împreună cu zhonghu (中胡), gaohu (高胡), banhu (板胡), jinghu (京胡), sihu (四胡), și multe altele.

### Video
- Piesa "Sanmen Gorge Capriccio" de Yang Ying
- Yang Ying interpretînd "Horse Race" la Chicago PBS television
- Video Erhu de Wang Guowei Arhivat în 18 decembrie 2014, la Wayback Machine.
- Erhu videos by Wang Guowei Arhivat în 16 decembrie 2005, la Wayback Machine.
- Karen Han performing "Csardas" by Monti
- Jiebing Chen beginning erhu instruction video Arhivat în 19 decembrie 2005, la Wayback Machine.
- Performance of "Erquan Yingyue" Arhivat în 11 martie 2007, la Wayback Machine. (with yangqin accompaniment)
- Erhu Videos by George Gao Arhivat în 9 noiembrie 2009, la Wayback Machine.
- Rongchun Zhao video "10,000 Galloping Horses" Arhivat în 27 noiembrie 2006, la Wayback Machine.